# St. Margaretha (Pfrombach)
Koordinaten: 48° 26′ 25,5″ N, 12° 0′ 7,4″ O
St. Margaretha in Pfrombach  ist eine römisch-katholische Pfarrkirche in der Stadtgemeinde Moosburg an der Isar. Patronin der Kirche ist Margareta von Antiochia.

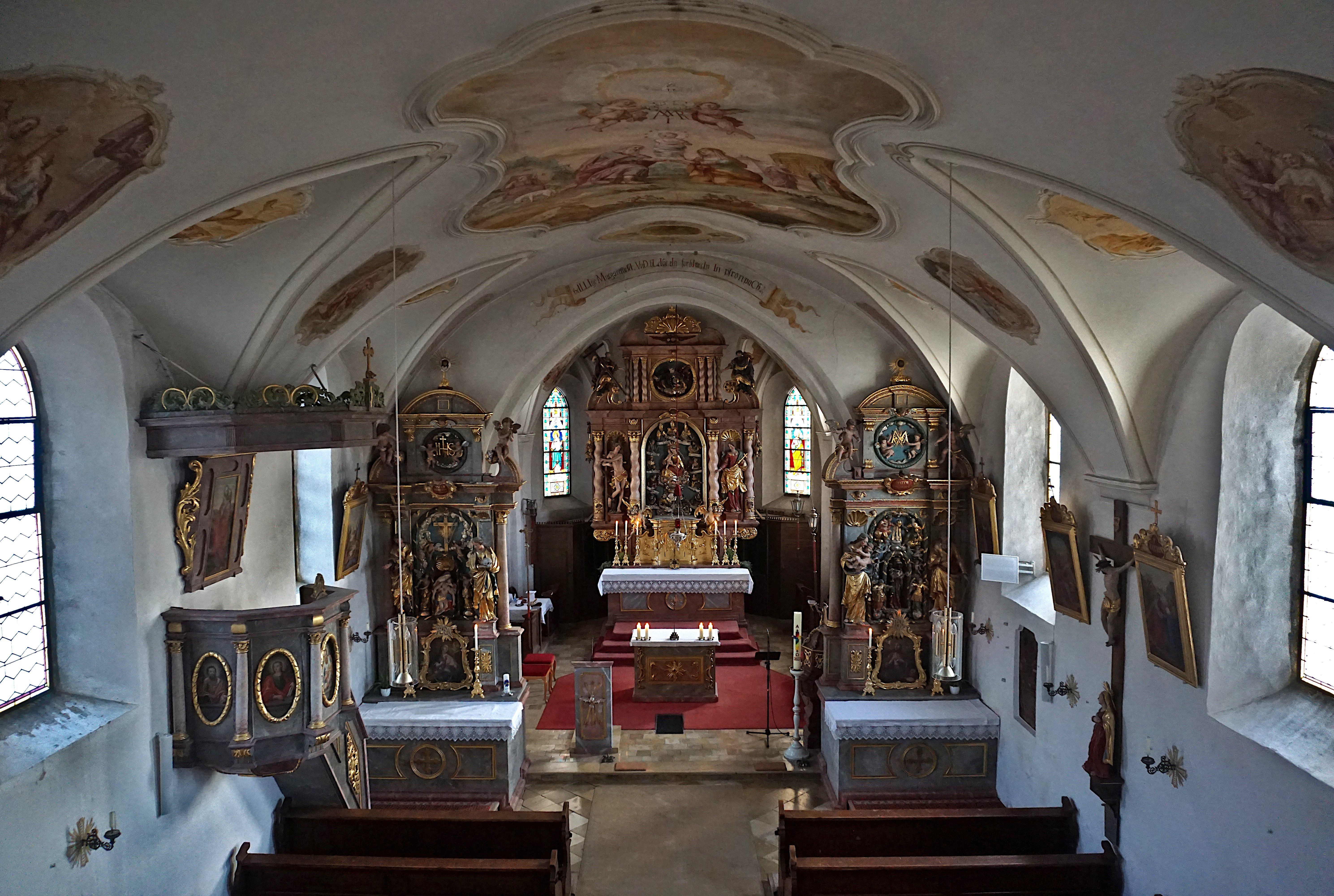
Innenansicht

## Geschichte
Die Pfarrei in Pfrombach wird zwischen 1048 und 1068 in den Traditionen des Klosters Tegernsee erstmals erwähnt. Die heutige Kirche wurde im 15. Jahrhundert erbaut und 1756 barockisiert. 1866 brannte der Kirchturm bei einem Dorfbrand ab und wurde 1867/69 erneuert. Bei Kämpfen gegen Ende des Zweiten Weltkriegs wurde die Kirche am 1. Mai 1945 durch Beschuss beschädigt und erst 1946 wieder hergestellt.

## Baubeschreibung
Die Beschreibung des Bayerischen Landesamts für Denkmalpflege für das geschützte Baudenkmal (Denkmal-Nr. D-1-78-143-109) lautet:

„Katholische Pfarrkirche St. Margaretha, Gotischer Saalbau mit eingezogenem Polygonalchor, angefügter zweigeschossiger Sakristei und Chorflankenturm, 15. Jahrhundert, 1756 barockisiert, Turm 1867/69 erneuert, Langhaus 1914 verlängert; mit Ausstattung“

## Ausstattung

### Orgel
Die Orgel wurde 1907 von Franz Borgias Maerz aus München geschaffen. Das Kegelladeninstrument mit pneumatischen Spiel- und Registertrakturen umfasst sechs Register auf einem Manual und Pedal. Das Orgelwerk ist hinter einem neobarocken Prospekt angeordnet. Der Spieltisch ist freistehend. Die Disposition lautet wie folgt:
| I Manual C–f3 |                |    |
| 1.            | Principal      | 8′ |
| 2.            | Salicional     | 8′ |
| 3.            | Gedackt        | 8′ |
| 4.            | Octav          | 4′ |
| 5.            | Traversflöte 0 | 4′ |

| Pedal C–d1 |          |     |
| 6.         | Subbaß 0 | 16′ |

- Koppeln: I/P, Super I/P
- Spielhilfe: Tutti

### Glocken
In einem Stahl-Glockenstuhl befinden sich drei Bronzeglocken, die 1949 von Karl Czudnochowsky aus Erding gegossen wurden. Sie bilden die Melodielinie eines Moll-Akkords. Die Glocken im Einzelnen:
| Nr. | Material | Gussjahr | Gießer                     | Durchmesser [mm] | Gewicht [kg] | Schlagton |
| --- | -------- | -------- | -------------------------- | ---------------- | ------------ | --------- |
| 1.  | Bronze   | 1949     | Karl Czudnochowsky, Erding | 1.010            | 600          | g1        |
| 2.  | Bronze   | 1949     | Karl Czudnochowsky, Erding | 830              | 350          | b1        |
| 3.  | Bronze   | 1949     | Karl Czudnochowsky, Erding | 650              | 175          | d2        |